# Eleições parlamentares no Brasil em 2022

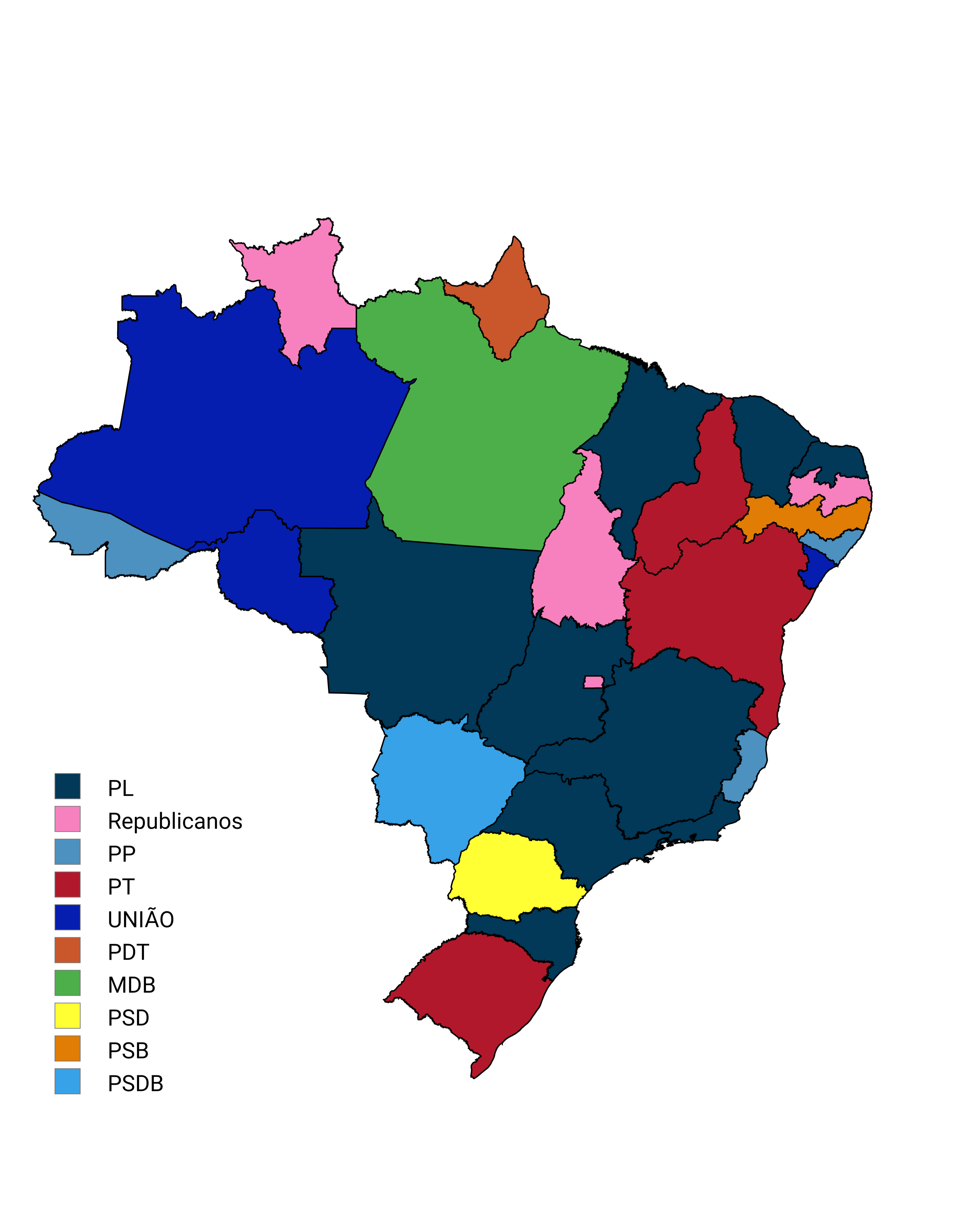
Partido mais votado por estado

As eleições parlamentares no Brasil em 2022 foram realizadas em 2 de outubro de 2022, um domingo, como parte das eleições gerais brasileiras do mesmo ano. Nessa data, todos os 513 assentos da Câmara dos Deputados foram renovados para um mandato de 4 anos, de 1º de fevereiro de 2023 a 1º de fevereiro de 2027, e 27 dos 81 assentos no Senado Federal foram renovados para um mandato de 8 anos, de 1º de fevereiro de 2023 a 1º de fevereiro de 2031.

## Contexto
As eleições parlamentares de 2022 foram as primeiras eleições após a proibição das coligações para eleições proporcionais para a Câmara dos Deputados. Foi também, a segunda eleição geral que aplicou a cláusula de barreira progressiva. Em 2022, os partidos políticos e federações partidárias que não obtiveram pelo menos 2% dos votos válidos, nas eleições para a Câmara dos Deputados, distribuídos em pelo menos um terço das unidades da Federação, com no mínimo 1% dos votos válidos em cada uma delas ou não elegeram pelo menos 11 Deputados Federais distribuídos em pelo menos um terço das unidades da Federação, ficaram sem direito aos recursos do fundo partidário e acesso gratuito à propagada eleitoral no rádio e na televisão.

## Consequências
As eleições parlamentares de 2022 provocaram grandes mudanças no cenários partidário brasileiro. Apenas 19 entes políticos (partidos e federações) elegeram representantes para o Congresso Nacional, em comparação com os 30 partidos políticos que elegeram deputados federais e senadores em 2018.
Logo, entre os 28 entes políticos (partidos de federações partidárias) registrados no TSE em 2022, 9 não elegeram representantes em 2022 e também não superaram a cláusula de barreira, a saber: PMN, Agir, DC, PRTB, PMB, PSTU, PCB, PCO e UP. Igualmente, 6 partidos políticos elegeram representantes, mas também não superaram a cláusula de barreira de 2022, a saber: PSC, Solidariedade, PROS, Patriota, NOVO e PTB.
Consequentemente, alguns desses partidos buscaram fusões e incorporações para superar a cláusula de barreira. Em 17 de outubro de 2022, foi aprovada pelos diretórios dos partidos Solidariedade e PROS a incorporação deste por aquele. Consequentemente, o partido incorporador superou a cláusula de barreira.
Em 26 de outubro de 2022, foi aprovada pelas convenções nacionais do PTB e do Patriota a fusão entre os partidos, para formar o Partido Renovação Democrática, que pela soma de votos também superou a cláusula de barreira.
Em 22 de novembro de 2022, o PODE anunciou que incorporaria o PSC. Posteriormente, a incorporação foi aprovada e convenção conjunta pelas siglas em 8 de dezembro de de 2022 e homologada pelo TSE em 15 de junho de 2023.
Sendo assim, entre eleições de 2022 e as eleições de 2024, o número de entes políticos (partidos e federações) registrados no TSE caiu de 28 para 25.
O único partido que não superou a cláusula de barreira e continuou tento membro no Congresso Nacional na 57ª legislatura foi o NOVO. O partido elegeu 3 deputados federais, mas não elegeu nenhum senador em 2022. Todavia, em 2024, tinha 4 deputados federais e 1 senador.

## Resultados
| Partido ou federação               | Partido ou federação                           | Partido ou federação                           | Partido ou federação                           | Câmara      | Câmara | Câmara     | Câmara  | Senado      | Senado | Senado           | Senado          | Senado  |
| Partido ou federação               | Partido ou federação                           | Partido ou federação                           | Partido ou federação                           | Votos       | %      | Assentos   | +/–     | Votos       | %      | Assentos eleitos | Assentos totais | +/–     |
| ---------------------------------- | ---------------------------------------------- | ---------------------------------------------- | ---------------------------------------------- | ----------- | ------ | ---------- | ------- | ----------- | ------ | ---------------- | --------------- | ------- |
|                                    | Partido Liberal                                | Partido Liberal                                | Partido Liberal                                | 18.200.300  | 16,62  | 99         | 66      | 24.985.276  | 25,28  | 8                | 14              | 6       |
|                                    | Federação Brasil da Esperança                  |                                                | Partido dos Trabalhadores                      | 13.236.698  | 12,09  | 69         | 15      | 12.024.696  | 12,17  | 4                | 9               | 3       |
|                                    | Federação Brasil da Esperança                  | Partido Comunista do Brasil                    | 1.154.712                                      | 1,05        | 6      | 4          | 299.013 | 0,30        | 0      | 0                | 1               |         |
|                                    | Federação Brasil da Esperança                  | Partido Verde                                  | 954.578                                        | 0,87        | 6      | 2          | 475.597 | 0,48        | 0      | 0                | Estável         |         |
| Total                              | Total                                          | 15.345.988                                     | 14,02                                          | 81          | 13     | 12.799.306 | 12,95   | 4           | 9      | 2                |                 |         |
|                                    | União Brasil                                   | União Brasil                                   | União Brasil                                   | 10.215.433  | 9,33   | 59         | 22      | 5.465.486   | 5,53   | 5                | 10              | 2       |
|                                    | Progressistas                                  | Progressistas                                  | Progressistas                                  | 8.692.918   | 7,94   | 47         | 9       | 7.488.371   | 7,58   | 3                | 6               | 1       |
|                                    | Partido Social Democrático                     | Partido Social Democrático                     | Partido Social Democrático                     | 8.293.956   | 7,57   | 42         | 7       | 11.228.566  | 11,36  | 2                | 11              | 1       |
|                                    | Movimento Democrático Brasileiro               | Movimento Democrático Brasileiro               | Movimento Democrático Brasileiro               | 7.950.895   | 7,26   | 42         | 8       | 3.882.458   | 3,93   | 1                | 10              | 4       |
|                                    | Republicanos                                   | Republicanos                                   | Republicanos                                   | 7.610.894   | 6,95   | 40         | 10      | 3.995.720   | 4,04   | 2                | 3               | 2       |
|                                    | Federação PSDB Cidadania                       |                                                | Partido da Social Democracia Brasileira        | 3.309.061   | 3,02   | 13         | 16      | 1.384.871   | 1,40   | 0                | 4               | 2       |
|                                    | Federação PSDB Cidadania                       | Cidadania                                      | 1.614.106                                      | 1,47        | 5      | 3          |         |             |        | 1                | Estável         |         |
| Total                              | Total                                          | 4.923.167                                      | 4,50                                           | 18          | 19     | 1.384.871  | 1,40    | 0           | 5      | 2                |                 |         |
|                                    | Partido Democrático Trabalhista                | Partido Democrático Trabalhista                | Partido Democrático Trabalhista                | 3.828.367   | 3,50   | 17         | 11      | 1.586.922   | 1,61   | 0                | 3               | Estável |
|                                    | Federação PSOL REDE                            |                                                | Partido Socialismo e Liberdade                 | 3.852.246   | 3,52   | 12         | 2       | 675.244     | 0,68   | 0                | 0               | Estável |
|                                    | Federação PSOL REDE                            | Rede Sustentabilidade                          | 782.917                                        | 0,72        | 2      | 1          | 8.133   | 0,01        | 0      | 1                | Estável         |         |
| Total                              | Total                                          | 4.635.163                                      | 4,23                                           | 14          | 3      | 683.377    | 0,69    | 0           | 1      | Estável          |                 |         |
|                                    | Partido Socialista Brasileiro                  | Partido Socialista Brasileiro                  | Partido Socialista Brasileiro                  | 4.174.899   | 3,81   | 14         | 18      | 13.615.846  | 13,78  | 1                | 1               | Estável |
|                                    | Podemos                                        | Podemos                                        | Podemos                                        | 3.612.066   | 3,30   | 12         | 5       | 1.776.283   | 1,80   | 0                | 6               | 2       |
|                                    | Avante                                         | Avante                                         | Avante                                         | 2.192.518   | 2,00   | 7          | Estável | 1.359.455   | 1,38   | 0                | 0               | Estável |
|                                    | Partido Social Cristão                         | Partido Social Cristão                         | Partido Social Cristão                         | 1.944.678   | 1,78   | 6          | 2       | 4.285.485   | 4,34   | 1                | 1               | Estável |
|                                    | Solidariedade                                  | Solidariedade                                  | Solidariedade                                  | 1.702.519   | 1,55   | 4          | 9       | 17.339      | 0,02   | 0                | 0               | Estável |
|                                    | Patriota                                       | Patriota                                       | Patriota                                       | 1.526.570   | 1,39   | 4          | 5       | 76.729      | 0,08   | 0                | 0               | Estável |
|                                    | Partido Novo                                   | Partido Novo                                   | Partido Novo                                   | 1.354.754   | 1,24   | 3          | 5       | 479.593     | 0,49   | 0                | 0               | Estável |
|                                    | Partido Republicano da Ordem Social            | Partido Republicano da Ordem Social            | Partido Republicano da Ordem Social            | 799.661     | 0,73   | 3          | 5       | 213.247     | 0,22   | 0                | 1               | Estável |
|                                    | Partido Trabalhista Brasileiro                 | Partido Trabalhista Brasileiro                 | Partido Trabalhista Brasileiro                 | 1.422.652   | 1,30   | 1          | 9       | 2.046.003   | 2,07   | 0                | 0               | 2       |
|                                    | Partido Renovador Trabalhista Brasileiro       | Partido Renovador Trabalhista Brasileiro       | Partido Renovador Trabalhista Brasileiro       | 293.392     | 0,27   | 0          | Estável | 773.851     | 0,78   | 0                | 0               | Estável |
|                                    | Partido da Mobilização Nacional                | Partido da Mobilização Nacional                | Partido da Mobilização Nacional                | 256.578     | 0,23   | 0          | 3       | 27.812      | 0,03   | 0                | 0               | Estável |
|                                    | Agir                                           | Agir                                           | Agir                                           | 158.868     | 0,15   | 0          | 2       | 20.288      | 0,02   | 0                | 0               | Estável |
|                                    | Democracia Cristã                              | Democracia Cristã                              | Democracia Cristã                              | 97.741      | 0,09   | 0          | 1       | 94.098      | 0,10   | 0                | 0               | Estável |
|                                    | Partido Comunista Brasileiro                   | Partido Comunista Brasileiro                   | Partido Comunista Brasileiro                   | 85.511      | 0,08   | 0          | Estável | 64.569      | 0,07   | 0                | 0               | Estável |
|                                    | Partido da Mulher Brasileira                   | Partido da Mulher Brasileira                   | Partido da Mulher Brasileira                   | 83.055      | 0,08   | 0          | Estável | 53.733      | 0,05   | 0                | 0               | Estável |
|                                    | Unidade Popular                                | Unidade Popular                                | Unidade Popular                                | 54.586      | 0,05   | 0          | Novo    | 291.294     | 0,29   | 0                | 0               | Novo    |
|                                    | Partido Socialista dos Trabalhadores Unificado | Partido Socialista dos Trabalhadores Unificado | Partido Socialista dos Trabalhadores Unificado | 27.995      | 0,03   | 0          | Estável | 132.680     | 0,13   | 0                | 0               | Estável |
|                                    | Partido da Causa Operária                      | Partido da Causa Operária                      | Partido da Causa Operária                      | 7.308       | 0,01   | 0          | Estável | 8.974       | 0,01   | 0                | 0               | Estável |
| Total                              | Total                                          | Total                                          | Total                                          | 109.492.432 | 100,00 | 513        |         | 98.837.632  | 100,00 | 27               | 81              |         |
|                                    |                                                |                                                |                                                |             |        |            |         |             |        |                  |                 |         |
| Votos válidos                      | Votos válidos                                  | Votos válidos                                  | Votos válidos                                  | 109.492.432 | 88,88  |            |         | 99.594.050  | 80,84  |                  |                 |         |
| Votos anulados                     | Votos anulados                                 | Votos anulados                                 | Votos anulados                                 | 719.003     | 0,58   |            |         | 534.610     | 0,43   |                  |                 |         |
| Votos nulos                        | Votos nulos                                    | Votos nulos                                    | Votos nulos                                    | 5.483.011   | 4,45   |            |         | 13.726.602  | 11,14  |                  |                 |         |
| Votos em branco                    | Votos em branco                                | Votos em branco                                | Votos em branco                                | 7.501.125   | 6,09   |            |         | 9.340.309   | 7,58   |                  |                 |         |
| Total de votos                     | Total de votos                                 | Total de votos                                 | Total de votos                                 | 123.195.571 | 100,00 |            |         | 123.195.571 | 100,00 |                  |                 |         |
| Eleitorado apto/comparecimento     | Eleitorado apto/comparecimento                 | Eleitorado apto/comparecimento                 | Eleitorado apto/comparecimento                 | 155.557.503 | 79,20  |            |         | 155.557.503 | 79,20  |                  |                 |         |
| Fonte: Tribunal Superior Eleitoral |                                                |                                                |                                                |             |        |            |         |             |        |                  |                 |         |

| Assentos da Câmara de Deputados | Assentos da Câmara de Deputados | Assentos da Câmara de Deputados | Assentos da Câmara de Deputados | Assentos da Câmara de Deputados |
| ------------------------------- | ------------------------------- | ------------------------------- | ------------------------------- | ------------------------------- |
|                                 |                                 |                                 |                                 |                                 |
| PL                              | PL                              |                                 | 19,30%                          | 19,30%                          |
| FE Brasil                       | FE Brasil                       |                                 | 15,79%                          | 15,79%                          |
| UNIÃO                           | UNIÃO                           |                                 | 11,50%                          | 11,50%                          |
| PP                              | PP                              |                                 | 9,16%                           | 9,16%                           |
| PSD                             | PSD                             |                                 | 8,19%                           | 8,19%                           |
| MDB                             | MDB                             |                                 | 8,19%                           | 8,19%                           |
| Republicanos                    | Republicanos                    |                                 | 7,80%                           | 7,80%                           |
| PSDB-Cidadania                  | PSDB-Cidadania                  |                                 | 3,51%                           | 3,51%                           |
| PDT                             | PDT                             |                                 | 3,31%                           | 3,31%                           |
| PSOL-REDE                       | PSOL-REDE                       |                                 | 2,73%                           | 2,73%                           |
| PSB                             | PSB                             |                                 | 2,73%                           | 2,73%                           |
| PODE                            | PODE                            |                                 | 2,34%                           | 2,34%                           |
| Avante                          | Avante                          |                                 | 1,36%                           | 1,36%                           |
| PSC                             | PSC                             |                                 | 1,17%                           | 1,17%                           |
| Solidariedade                   | Solidariedade                   |                                 | 0,78%                           | 0,78%                           |
| Patriota                        | Patriota                        |                                 | 0,78%                           | 0,78%                           |
| NOVO                            | NOVO                            |                                 | 0,58%                           | 0,58%                           |
| PROS                            | PROS                            |                                 | 0,58%                           | 0,58%                           |
| PTB                             | PTB                             |                                 | 0,19%                           | 0,19%                           |

| Assentos do Senado Federal pós-eleição | Assentos do Senado Federal pós-eleição | Assentos do Senado Federal pós-eleição | Assentos do Senado Federal pós-eleição | Assentos do Senado Federal pós-eleição |
| -------------------------------------- | -------------------------------------- | -------------------------------------- | -------------------------------------- | -------------------------------------- |
|                                        |                                        |                                        |                                        |                                        |
| PL                                     | PL                                     |                                        | 18,51%                                 | 18,51%                                 |
| PSD                                    | PSD                                    |                                        | 13,58%                                 | 13,58%                                 |
| UNIÃO                                  | UNIÃO                                  |                                        | 12,34%                                 | 12,34%                                 |
| FE Brasil                              | FE Brasil                              |                                        | 11,11%                                 | 11,11%                                 |
| MDB                                    | MDB                                    |                                        | 11,11%                                 | 11,11%                                 |
| PP                                     | PP                                     |                                        | 7,40%                                  | 7,40%                                  |
| PODE                                   | PODE                                   |                                        | 7,40%                                  | 7,40%                                  |
| PSDB-Cidadania                         | PSDB-Cidadania                         |                                        | 6,17%                                  | 6,17%                                  |
| Republicanos                           | Republicanos                           |                                        | 3,70%                                  | 3,70%                                  |
| PDT                                    | PDT                                    |                                        | 3,70%                                  | 3,70%                                  |
| PSB                                    | PSB                                    |                                        | 1,23%                                  | 1,23%                                  |
| PSC                                    | PSC                                    |                                        | 1,23%                                  | 1,23%                                  |
| PSOL-REDE                              | PSOL-REDE                              |                                        | 1,23%                                  | 1,23%                                  |
| PROS                                   | PROS                                   |                                        | 1,23%                                  | 1,23%                                  |

### Resultados por unidade federativa
| Percentual de votos dos partidos ou federações por unidade federativa | Percentual de votos dos partidos ou federações por unidade federativa | Percentual de votos dos partidos ou federações por unidade federativa | Percentual de votos dos partidos ou federações por unidade federativa | Percentual de votos dos partidos ou federações por unidade federativa | Percentual de votos dos partidos ou federações por unidade federativa | Percentual de votos dos partidos ou federações por unidade federativa | Percentual de votos dos partidos ou federações por unidade federativa | Percentual de votos dos partidos ou federações por unidade federativa |      |      |
| Unidade federativa                                                    | PL                                                                    | FE Brasil                                                             | UNIÃO                                                                 | PP                                                                    | MDB                                                                   | PSD                                                                   | PRB                                                                   | Outros                                                                |      |      |
| --------------------------------------------------------------------- | --------------------------------------------------------------------- | --------------------------------------------------------------------- | --------------------------------------------------------------------- | --------------------------------------------------------------------- | --------------------------------------------------------------------- | --------------------------------------------------------------------- | --------------------------------------------------------------------- | --------------------------------------------------------------------- | ---- | ---- |
| Unidade federativa                                                    | Acre                                                                  | –                                                                     | 8,8                                                                   | 19,6                                                                  | 21,6                                                                  | 5,6                                                                   | 9,0                                                                   | Outros                                                                | 13,6 | 22,0 |
| Amapá                                                                 | 11,5                                                                  | 8,6                                                                   | –                                                                     | 9,2                                                                   | 1,4                                                                   | 10,8                                                                  | 9,1                                                                   | 49,3                                                                  |      |      |
| Amazonas                                                              | 11,9                                                                  | 7,8                                                                   | 18,9                                                                  | –                                                                     | 16,4                                                                  | 1,9                                                                   | 14,8                                                                  | 28,4                                                                  |      |      |
| Pará                                                                  | 11,9                                                                  | 8,4                                                                   | 6,7                                                                   | 4,1                                                                   | 7,8                                                                   | 33,6                                                                  | 3,7                                                                   | 23,7                                                                  |      |      |
| Rondônia                                                              | 16,4                                                                  | 5,4                                                                   | 22,5                                                                  | 2,2                                                                   | 8,3                                                                   | 10,8                                                                  | 7,9                                                                   | 26,6                                                                  |      |      |
| Roraima                                                               | 9,3                                                                   | 1,1                                                                   | 14,3                                                                  | 8,7                                                                   | 10,3                                                                  | 16,9                                                                  | 23,4                                                                  | 16,0                                                                  |      |      |
| Tocantins                                                             | 10,9                                                                  | 8,4                                                                   | 12,6                                                                  | 10,8                                                                  | 3,9                                                                   | 5,7                                                                   | 22,2                                                                  | 25,4                                                                  |      |      |
| Alagoas                                                               | –                                                                     | 14,2                                                                  | 10,4                                                                  | 33,1                                                                  | 4,8                                                                   | 15,8                                                                  | 8,9                                                                   | 12,9                                                                  |      |      |
| Bahia                                                                 | 7,8                                                                   | 22,1                                                                  | 13,5                                                                  | 9,8                                                                   | 14,3                                                                  | 3,6                                                                   | 6,7                                                                   | 22,1                                                                  |      |      |
| Ceará                                                                 | 20,4                                                                  | 12,2                                                                  | 14,2                                                                  | 4,4                                                                   | 12,2                                                                  | 5,1                                                                   | 3,5                                                                   | 28,0                                                                  |      |      |
| Maranhão                                                              | 16,9                                                                  | 11,0                                                                  | 10,1                                                                  | 8,2                                                                   | 6,2                                                                   | 8,1                                                                   | 5,1                                                                   | 34,3                                                                  |      |      |
| Paraíba                                                               | 12,8                                                                  | 8,8                                                                   | 9,2                                                                   | 14,8                                                                  | –                                                                     | 3,2                                                                   | 21,7                                                                  | 29,5                                                                  |      |      |
| Pernambuco                                                            | 12,8                                                                  | 10,8                                                                  | 9,3                                                                   | 13,7                                                                  | 0,1                                                                   | 5,2                                                                   | 8,4                                                                   | 39,7                                                                  |      |      |
| Piauí                                                                 | 1,6                                                                   | 38,3                                                                  | 4,0                                                                   | 20,5                                                                  | 21,8                                                                  | –                                                                     | 5,2                                                                   | 8,7                                                                   |      |      |
| Rio Grande do Norte                                                   | 19,9                                                                  | 17,0                                                                  | 16,9                                                                  | 8,2                                                                   | 1,4                                                                   | 9,5                                                                   | 5,6                                                                   | 21,6                                                                  |      |      |
| Sergipe                                                               | 12,0                                                                  | 13,0                                                                  | 20,1                                                                  | 11,4                                                                  | 16,8                                                                  | 0,4                                                                   | 13,7                                                                  | 12,5                                                                  |      |      |
| Distrito Federal                                                      | 17,1                                                                  | 18,1                                                                  | 5,1                                                                   | 7,3                                                                   | 4,4                                                                   | 10,1                                                                  | 18,7                                                                  | 19,1                                                                  |      |      |
| Goiás                                                                 | 16,7                                                                  | 8,5                                                                   | 10,9                                                                  | 8,4                                                                   | 5,3                                                                   | 8,1                                                                   | 7,9                                                                   | 34,3                                                                  |      |      |
| Mato Grosso                                                           | 21,8                                                                  | 9,2                                                                   | 14,4                                                                  | 0,3                                                                   | 7,8                                                                   | 15,8                                                                  | 9,0                                                                   | 21,8                                                                  |      |      |
| Mato Grosso do Sul                                                    | 15,9                                                                  | 14,9                                                                  | 4,6                                                                   | 10,7                                                                  | 6,0                                                                   | 5,6                                                                   | 5,5                                                                   | 36,8                                                                  |      |      |
| Espírito Santo                                                        | 10,6                                                                  | 10,4                                                                  | 5,9                                                                   | 14,2                                                                  | 0,1                                                                   | –                                                                     | 9,6                                                                   | 49,0                                                                  |      |      |
| Minas Gerais                                                          | 21,3                                                                  | 16,0                                                                  | 6,0                                                                   | 5,9                                                                   | 6,9                                                                   | 3,6                                                                   | 3,3                                                                   | 37,1                                                                  |      |      |
| Rio de Janeiro                                                        | 20,0                                                                  | 10,4                                                                  | 11,3                                                                  | 6,6                                                                   | 8,0                                                                   | 4,8                                                                   | 5,8                                                                   | 33,1                                                                  |      |      |
| São Paulo                                                             | 22,9                                                                  | 13,4                                                                  | 7,7                                                                   | 5,0                                                                   | 4,5                                                                   | 6,9                                                                   | 6,8                                                                   | 32,8                                                                  |      |      |
| Paraná                                                                | 9,8                                                                   | 16,1                                                                  | 10,6                                                                  | 11,7                                                                  | 17,4                                                                  | 4,5                                                                   | 4,9                                                                   | 24,9                                                                  |      |      |
| Rio Grande do Sul                                                     | 11,1                                                                  | 19,0                                                                  | 3,5                                                                   | 8,5                                                                   | 4,8                                                                   | 9,5                                                                   | 8,9                                                                   | 34,7                                                                  |      |      |
| Santa Catarina                                                        | 24,2                                                                  | 13,2                                                                  | 7,0                                                                   | 5,3                                                                   | 9,9                                                                   | 10,5                                                                  | 3,0                                                                   | 26,9                                                                  |      |      |

| Unidade federativa  | Total | Assentos obtidos na Câmara de Deputados | Assentos obtidos na Câmara de Deputados | Assentos obtidos na Câmara de Deputados | Assentos obtidos na Câmara de Deputados | Assentos obtidos na Câmara de Deputados | Assentos obtidos na Câmara de Deputados | Assentos obtidos na Câmara de Deputados | Assentos obtidos na Câmara de Deputados | Assentos obtidos na Câmara de Deputados | Assentos obtidos na Câmara de Deputados | Assentos obtidos na Câmara de Deputados | Assentos obtidos na Câmara de Deputados | Assentos obtidos na Câmara de Deputados |  |  |  |
| Unidade federativa  | Total | PL                                      | FE Brasil                               | UNIÃO                                   | PP                                      | MDB                                     | PSD                                     | PRB                                     | PSDB-Cidad.                             | PDT                                     | PSOL-REDE                               | PSB                                     | PODE                                    | Outros                                  |  |  |  |
| ------------------- | ----- | --------------------------------------- | --------------------------------------- | --------------------------------------- | --------------------------------------- | --------------------------------------- | --------------------------------------- | --------------------------------------- | --------------------------------------- | --------------------------------------- | --------------------------------------- | --------------------------------------- | --------------------------------------- | --------------------------------------- |  |  |  |
| Unidade federativa  | Total | Acre                                    | 8                                       |                                         |                                         | 3                                       | 3                                       |                                         |                                         | 2                                       |                                         |                                         |                                         | Outros                                  |  |  |  |
| Alagoas             | 9     |                                         | 2                                       | 1                                       | 4                                       | 2                                       |                                         |                                         |                                         |                                         |                                         |                                         |                                         |                                         |  |  |  |
| Amapá               | 8     | 3                                       |                                         |                                         |                                         | 2                                       |                                         |                                         |                                         | 3                                       |                                         |                                         |                                         |                                         |  |  |  |
| Amazonas            | 8     | 1                                       |                                         | 2                                       |                                         |                                         | 2                                       | 2                                       | 1                                       |                                         |                                         |                                         |                                         |                                         |  |  |  |
| Bahia               | 39    | 3                                       | 10                                      | 6                                       | 4                                       | 1                                       | 6                                       | 3                                       | 1                                       | 2                                       |                                         | 1                                       | 1                                       | 1                                       |  |  |  |
| Ceará               | 22    | 5                                       | 3                                       | 4                                       | 1                                       | 1                                       | 3                                       |                                         |                                         | 5                                       |                                         |                                         |                                         |                                         |  |  |  |
| Distrito Federal    | 8     | 2                                       | 2                                       |                                         |                                         | 1                                       |                                         | 3                                       |                                         |                                         |                                         |                                         |                                         |                                         |  |  |  |
| Espírito Santo      | 10    | 1                                       | 2                                       |                                         | 2                                       |                                         |                                         | 2                                       |                                         |                                         |                                         | 1                                       | 2                                       |                                         |  |  |  |
| Goiás               | 17    | 4                                       | 2                                       | 2                                       | 2                                       | 2                                       | 1                                       | 1                                       | 1                                       | 1                                       |                                         |                                         |                                         | 1                                       |  |  |  |
| Maranhão            | 18    | 4                                       | 2                                       | 2                                       | 2                                       | 1                                       | 1                                       | 1                                       |                                         | 1                                       |                                         | 1                                       | 1                                       | 2                                       |  |  |  |
| Mato Grosso         | 8     | 4                                       |                                         | 2                                       |                                         | 2                                       |                                         |                                         |                                         |                                         |                                         |                                         |                                         |                                         |  |  |  |
| Mato Grosso do Sul  | 8     | 2                                       | 2                                       |                                         | 1                                       |                                         |                                         |                                         | 3                                       |                                         |                                         |                                         |                                         |                                         |  |  |  |
| Minas Gerais        | 53    | 11                                      | 10                                      | 3                                       | 3                                       | 2                                       | 4                                       | 2                                       | 2                                       | 2                                       | 1                                       |                                         | 2                                       | 11                                      |  |  |  |
| Pará                | 17    | 3                                       | 2                                       | 1                                       |                                         | 9                                       | 2                                       |                                         |                                         |                                         |                                         |                                         |                                         |                                         |  |  |  |
| Paraíba             | 12    | 2                                       | 1                                       | 1                                       | 2                                       |                                         |                                         | 3                                       |                                         |                                         |                                         | 1                                       |                                         | 2                                       |  |  |  |
| Paraná              | 30    | 3                                       | 6                                       | 4                                       | 4                                       | 1                                       | 7                                       | 1                                       | 1                                       |                                         |                                         | 1                                       | 1                                       | 1                                       |  |  |  |
| Pernambuco          | 25    | 4                                       | 3                                       | 3                                       | 4                                       | 1                                       |                                         | 2                                       |                                         |                                         | 1                                       | 5                                       |                                         | 2                                       |  |  |  |
| Piauí               | 10    |                                         | 5                                       |                                         | 2                                       |                                         | 3                                       |                                         |                                         |                                         |                                         |                                         |                                         |                                         |  |  |  |
| Rio de Janeiro      | 46    | 11                                      | 6                                       | 6                                       | 3                                       | 2                                       | 4                                       | 3                                       |                                         | 1                                       | 5                                       | 1                                       | 1                                       | 3                                       |  |  |  |
| Rio Grande do Norte | 8     | 4                                       | 2                                       | 2                                       |                                         |                                         |                                         |                                         |                                         |                                         |                                         |                                         |                                         |                                         |  |  |  |
| Rio Grande do Sul   | 31    | 4                                       | 7                                       | 1                                       | 3                                       | 3                                       | 1                                       | 3                                       | 3                                       | 2                                       | 1                                       | 1                                       | 1                                       | 1                                       |  |  |  |
| Rondônia            | 8     | 2                                       |                                         | 4                                       |                                         | 2                                       |                                         |                                         |                                         |                                         |                                         |                                         |                                         |                                         |  |  |  |
| Roraima             | 8     |                                         |                                         | 2                                       |                                         | 2                                       | 1                                       | 3                                       |                                         |                                         |                                         |                                         |                                         |                                         |  |  |  |
| Santa Catarina      | 16    | 6                                       | 2                                       | 1                                       |                                         | 3                                       | 2                                       |                                         | 1                                       |                                         |                                         |                                         |                                         | 1                                       |  |  |  |
| São Paulo           | 70    | 17                                      | 11                                      | 6                                       | 4                                       | 5                                       | 3                                       | 5                                       | 5                                       |                                         | 6                                       | 2                                       | 3                                       | 3                                       |  |  |  |
| Sergipe             | 8     | 1                                       | 1                                       | 2                                       | 1                                       |                                         | 2                                       | 1                                       |                                         |                                         |                                         |                                         |                                         |                                         |  |  |  |
| Tocantins           | 8     | 2                                       |                                         | 1                                       | 2                                       |                                         |                                         | 3                                       |                                         |                                         |                                         |                                         |                                         |                                         |  |  |  |
| Total               | 513   | 99                                      | 81                                      | 59                                      | 47                                      | 42                                      | 42                                      | 40                                      | 18                                      | 17                                      | 14                                      | 14                                      | 12                                      | 28                                      |  |  |  |